# خواطر 5
برنامج خواطر 5 أو خواطر 5 من اليابان بمقدمه أحمد الشقيري عادا في الجزء الخامس من البرنامج وقد تم تصويره في اليابان بالكامل. حيث تم من خلال الحلقات المقارنة بين أخلاق النبي وصفات المجتمع الياباني وكيف أنهم يطبقون بعضًا منها وهم على غير الإسلام. استعرض الشقيري رحلته إلى اليابان ومميزات ذلك البلد الذي شهد تطوراً مذهلاً في سنوات قليلة تقدم فيها حتى على أعظم الدول. وشعاره فيه لم نذهب لليابان للتمجيد ولا للتقليد ولكن لنأخذ منهم كل ما هو مفيد.
عرض البرنامج في رمضان عام 1430هـ الموافق عام 2009م، وهذه المرة أتى البرنامج من أكثر البلدان الأسيوية تقدماً مسلطاً الضوء على الإيجابيات في هذه الدولة غير المسلمة التي كدول إسلامية من المفروض أن نحتذي بها. ناقش الشقيري خلال حلقات خواطر 5 العديد من المواضيع الاجتماعية والدينية والفكرية التي تعرض بأسلوب جذاب للشباب في محاولة للارتقاء بهم وجعلهم شباباً مفكراً ومبدعاً في مجتمعه ومحيطه وضمن أسرته وأصدقائه، ويختلف ما قدمه أحمد الشقيري في برنامجه كثيراً عن البرامج المواعظية فهو غير متجهم ولغته رغم بساطتها إلا أنها عميقة تدفع المشاهد للتأمل.
صار برنامج خواطر حديث الناس في المجالس والمنتديات فقد نجح نجاحاً باهراً واكتسح البرامج في المشاهدة بوصف رحلته إلى اليابان. فبدون منازع يعتبر برنامج خواطر عن التربية والتعليم في اليابان من أفضل البرامج التلفزيونية العربية الهادفة وإن لم يكن افضلها على الإطلاق. وقد تنوعت رحلاته داخل العاصمة طوكيو فمن زيارة لمدرسة ابتدائية يقوم بتنظيفها وزراعة حديقتها إلى مدينة ألعاب ثقافية للأطفال تعلمهن مزاولة المهن كافة.
ولا ينسى الشقيري المكفوفين الذين خصصت الحكومة اليابانية لهم طرقاً خاصة ثم يذهب ليزور موقع بناء إحدى العمارات التي تلتزم باقصى درجات السلامة والراحة لعامليها كل هذا تتبعه نقلة إلى ما اسماه بكوكب آخر يعني كوكبنا العربي حيث لا قيمة للإنسان وكرامته وسلامته وصحته ولا قيمة لأي شيء آخر. وبعد تجربته في كوكب اليابان قدم أحمد الشقيري محاضرات بعنوان خواطر من كوكب اليابان ذكر فيها تجربته ومعايشته للواقع وما استفاده من هذا البلد.

## محتوى البرنامج
يبتعد البرنامج عن طابع الوعظ والخطابة ويعتمد أسلوباً بسيطاً وميسراً ينفذ إلى القلوب والعقول بسرعة ويسر ولا تزيد مدته الزمنية عن خمسة عشر دقيقة فقط التي تم تصوير مشاهد كاملة في اليابان. عند قول كلمة اليابان يتبادر إلى الذهن على الفور التطور والتكنولوجيا لكن كما صرح شقيري في الحلقة الأولى بأنه سيتم في حلقة أو حلقتين بالأكثر الحديث عن التطور والتكنولوجيا التي وصلت إليها اليابان أما في باقي الحلقات سيكون الحديث عن أخلاقيات الياباني: الأمانة – الإخلاص – النظافة – النظام – اللباقة – احترام الوقت – احترام العمال وغيرها من الأمور التي توجد فيها الأخلاق النبوية مجسدة في الشوارع اليابانية. فقد شمل البرنامج مقارنة لشعوبنا العربية مع الشعب الياباني كيف يأكلون وكيف يتصرفون وكيف يربون النشء على القيم وكيف يحترمون اصحاب المهن الصغيرة. ففي البرنامج رسائل عظيمة منها أن من جد وعمل وثابر وكافح فسوف ينال المجد الدنيوي بغض النظر عن دينه ومعتقده ولكن إذا كان مؤمنا بالله فنور على نور ينال ثواب الدنيا وحسن ثواب الآخرة.

### الهدف
أراد الشقيري في برنامج خواطر أن يحدث صدمة لدى الشعوب العربية في كيفية تعاطي الشعوب الأخرى ومنها الشعب الياباني مع تلك القيم العالمية لعلها تحدث التأثير المطلوب وتخلخل بعض القناعات التي تقدس المخرجات الكمية للتعليم في حين تغفل جوهر التعليم وهو الرقي بمبادئ التطبيق والممارسة لما تعلمه الطالب من قيم ومهارات وأخلاق وإلا فلا خير في تعليم لا يغير من سلوك الطلاب واتجاهاتهم وميولهم في حين يحشر عقولهم بالمعلومات التي سرعان ما يزول أثرها بانتهاء الاختبارات ورمي الكتب في حاويات القمامة.

### التأصيل الديني
ما فعله الشقيري أنه ما ذكر موقفاً إيجابياً لليابانيين إلا ورد أصله إلى سنة محمد أي إن تلك الآداب والقيم هي عند المسلمين أصلاً لكنهم لم يفعلوها ولقد كان عرضه مثيراً ومقارنته بحال الشرق الذي نعيش فيه مدهشة. فما من مسألة ذكرها الشقيري إلا ولها أصل في الإسلام حتى في آداب دخول الخلاء وترتيب الأحذية والنظام والنظافة ورياضة المشي والتعليم وحب القراءة وخدمة الآخرين ورعاية ذوي الاحتياجات الخاصة واللطف مع الناس ومراعاة الذوق العام والبعد عن تجريح مشاعر الناس والمحافظة على البيئة والبعد عن القذر والأذى والاهتمام بالمظهر الخارجي.

## مقارنات
المقارنات التي احتواها البرنامج كثيرة جداً فهناك المقارنات بين صفوفهم المنتظمة والطوابير العربية الممطوطة المستديرة المقوسة كظهر جهلنا وبجهلنا نذكر علمهم وبتخلفنا نذكر تقدمهم وبمكتباتنا الخاوية نذكر مكتباتهم العامرة إنها مقارنات كثيرة والغلبة فيها دائماُ لليابان بـ 10 – 0.

### التعليم
يقول ناقد عربي نظام التعليم من هنا نصنع أمة كاليابان وأظن أن أعظم إستثمار قد تقوم به وزارة التربية والتعليم هي إرسال جميع المعلمين والمدرسين وكوادر التعليم في رحلة تنورية إلى اليابان حتى يروا أن ما نتحدث عنه ليس ضرباً من الخيال وأن صنع جيل يتمتع بأخلاق عالية وحس بالمسؤولية يبدأ من عندهم. فيبدوا أن القنبلتين اللتين سقطتا على هيروشيما وناغاساكي لم تكن قنابل نووية وإنما قنابل أخلاق ربما نحتاج نحن العرب عشرين قنبلة نووية نضرب بها على أمل أن نصل بعدها بخمسين عام إلى ما وصل إليه شعب اليابان اليوم.
ففي حلقة البرنامج التي كانت بعنوان «هيروشيما» وتسرد قصة القنبلة النووية التي سقطت على المدينة وما خلفته من آثار لا يمكن لعقل أن ينساها ولكن كيف كانت ردة الفعل اليابانية هم حولوا الحدث والمصيبة إلى نقطة انطلاقة لأمة تحتل الآن ثاني اقتصاد عالمي وهي لا تملك من الموارد الطبيعية إلا صيد الأسماك فقط ونسبة الأرض الصالحة للسكن والزراعة في اليابان لا تتعدى 20% من مساحة الدولة. من ضمن أحداث الحلقة ظهرت صورة وفيها مجموعة من الطلاب داخل فصل مكشوف في الهواء الطلق والتقطت بعد شهر واحد فقط من سقوط القنبلة النووية التي قتلت أكثر من 70 ألف نسمة داخل المدينة وأبادت كل معاني الحياة داخلها. وفي المقابل نشاهد في المنتديات عبر شبكة الإنترنت بالحملات المطالبة بتأجيل بداية العام الدراسي لما بعد موسم الحج.
فحلقة القراءة والتعليم لم تتناول شيئاً جديداً فإن أول آية نزلت على محمد صلى الله عليه وسلم: «اقرأ باسم ربك الذي خلق» وأنه بالعلم ترتقي الشعوب لذلك قال الله تعالى لمحمد صلى الله عليه وسلم: «وقل رب زدني علما» وقال «اقرأ باسم ربك الأكرم الذي علم بالقلم» فوصفة الأكرم لله دليل على أنه أكرم عباده بالعلم والكتابة بالقلم وأن من طلب العلم النافع أكرمه الله بالذكر الجميل والسيرة الحميدة والمجد الدنيوي والثواب الأخروي وأن من ترك العلم والمعرفة نال غير هذا.

### العيش الكريم
عرض في إحدى الحلقات كيف يتعلق الناس في اليابان بالوقت ويلتزمون به بشكل أقرب ما يكون إلى القداسة بينما تنتهك في البلاد العربية كل أهمية للزمن وفي حلقة أخرى عرض الشقيري بأن راتب عامل النظافة يقارب الثمانية آلاف دولار في الشهر وعندما حمل الكاميرا إلى بيت عامل النظافة الياباني وجد كم هم الشباب الذين يسعون بالكد والجهد والعمل المميت لكي يأمنوا بيتا يشبه ذلك البيت المجهز بكافة أسباب الحياة الكريمة لسبب واحد وهو احترام الإنسان وتقديس العمل وخلال تجول الشقيري كشف كيف تحفظ القمامة من دون أن تنتشر روائحها في كل مكان كما هو الحال في الكثير من بلداننا.

### الأحذية
أما في شأن ترتيب الأحذية عند اليابانيين في دخول الاجتماعات تذكر الأحاديث النبوية في الحذاء فقط وإذا فيها من السعة والدقة ما يغني عن غيرها إلى درجة أن المسلم أمر أن نبدأ باليمين قبل اليسار في اللبس وعند خلعها بالعكس وأن لا نمشي بحذاء واحد برجل ونترك الرجل الأخرى حافية وأن نتأكد عند الدخول من بطون أحذيتنا أن لا يكون فيها أذى.

### المحافظة على التراث
من أهم أسباب اختيار اليابان أنها نموذج لشعب وأمة تقدمت وتطورت وفي نفس الوقت حافظت على مبادئها وثقافتها وتقاليدها. إفشاء السلام تقليد أساسي موروث عند اليابانين فالياباني حريص جداً على موضوع الانحناء - انحناء بمعنى السلام والتقدير وقال شقيري خلال هذه الحلقة:
وإلى اليوم ومع كل التطور الذي وصلت إليه اليابان مازال الياباني يأكل بعيدان الطعام - chopsticks أو الهاشي بلياباني - محافظاً على هذا التقليد. وتقول سيدة يابناية إنها ثقافة تعلمناها منذ الصغر ونحاول الحفاظ عليها حتى إذا سافرنا إلى الخارج من الجيد اكتساب أشياء جديدة ولكن الحفاظ على الثقافة اليابانية أيضاً مهم. ليس هناك مايمنع أن نحتفظ بسنة نبيبنا صلى الله عليه وسلم أنه كان يأكل باليمين وأمرنا أن نأكل باليمين وأن نسمي بالله وأن نحافظ على هذه التقاليد وهذا الدين وهذه السنن مع التقدم والرقي.
ومن ضمن الأمور التي حافظ عليها الياباني تقليد بأن الشخص إذا اشترى شيئاً جديد يذهب ويباركه في المعبد حيث أن لديهم ديانتي الشنتو والبوذية. فتجد أن الياباني عندما يشتري سيارة يذهب إلى معبد الشنتو ليبارك له هذه السيارة. وهذه إشارة إلى أن البشر في كل مكان يحتاجون إلى قوة عُلية للإحساس بالحماية والأمان هذا مبدأ موجود في الإسلام وهو مبدأ أصيل مبدأ التحصين والمعوذات والأدعية النبوية التي كان يقولها صلى الله عليه وسلم.

### النظافة
النظافة وجمع القمامة التي يندر أو يستحيل أن تجدها مرمية في شوارع اليابان ومن شاهد الحلقة الخاصة عن ذلك عرف كم يهتم اليابانيون بالنظافة فحدائقهم العامة التي يلهو فيها صغارهم ويستريح فيها كبارهم ويتنزه فيها شبابهم نظيفة نظافة لا مثيل لها بحيث تجعل الواحد منا يشك في أن أحداً من البشر لم يمرر أو يجلس فيها من قبل أما في الوطن العربي فحدث ولا حرج فحدائقنا المفتوحة مرفوع عن نظافتها القلم.

### فضلات
لعلكم شاهدتم الحلقة الخاصة عن كلاب اليابان وكيف أن أصحابها يجمعون فضلاتها من الشارع في أكياس خاصة وذلك حتى لا تبقى الشوارع متسخة من أثرها فيقول ناقد عربي أنه لن نقول أنه يجب علينا أن نجمع فضلات الكلاب أو فضلات باقي الحيوانات من الشوارع فذلك أمر عسير في هذه الفترة حتى أني أظن أن أطفال كوكبنا العربي لو شاهدوا أحدا يفعل ذلك لرموه بالحجارة واتبعوه بالصفير ظنا منهم أن مصباح عقل ذلك الشخص قد احترق فأصبح أحمق. ولهذا فإن كل ما أرجوه هو ألا يفرغ بعض الناس بطونهم وفضلاتهم في غير الحمامات المخصصة لذلك فليتركوا الظهور المظلمة لبعض محطات القطارات فليتركوا الحدائق المهجورة وشأنها فليتركوا الظهور المظلمة لبيوت البسطاء في الأحياء الهامشية المنسية فليتركوا ذلك كله وغيره لأنهم بشر والإنسان يجب أن تذهب فضلاته إلى المجاري عوض أن تبقى قابعة فوق الأرض كعلامة تخلف بارزة.

## صدى البرنامج
بات الكثيرون يتذمرون وقد اجتاحت المسلسلات والمسابقات شاشات الفضائيات العربية ومن محاولة تحويل شهر رمضان إلى موسم التسلية التلفزيونية الأول، ظهر من بين هذه الأكوام بعض الأعمال التلفزيونية التي مازالت قادرة على احترام ومراعاة روحانيات هذه الشهر عند المسلمين، من دون أن تغفل الجو العام للتلفزيون في هذا الموسم. فبرنامج خواطر اعتبر أنموذج لفت أنظار العديد من المشاهدين ليس فقط لكونه برنامجاً مناسباً لرمضان فهو مصنف تحت قائمة البرامج التوعوية أو الإرشادية بل لأنه قدم ما يبحث الناس عنه من تسلية وترفيه من دون أن يفقد جوهر الموضوع الذي تدور حوله أفكار العمل - الأخلاق والعمل والعلم - كما تشير مقدمة العمل. إن الأثر الذي تركة أحمد الشقيري في نفوس العرب من خلال برنامجه كبير وكانت نتائج هذا البرنامج كبيرة أيضاً في رغبة العرب للسفر إلى اليابان واكتشاف الكثير مما تطرق إلية أحمد في برنامجه.
فهو بالنتيجة وبشكل مباشر برنامج سعى لنشر مجموعة من الأفكار التوعوية وخاصة ما بين فئة الشباب بطريقة ستايل لا تخلو من الطرافة وخفة الظل والهدف الرئيسي والواضح من هذه الحلقات القصيرة هو إيصال القيم الحميدة التي تصنع المجتمع والحضارة - على حد تعبير مقدم البرنامج - وعلى رغم أن هذا البرنامج ليس وحيداً ضمن تصنيفه فجميع المحطات بما فيها الإخبارية تخصص بعض الوقت للبرامج الدينية أو التربوية إلا أن النمط الذي انتهجه هذا العمل جعله يختلف بقدر اقترابه من نماذج غيره ويتميز بقدر اندماجه في سياق برامج الفترة التي يعرض فيها.
فهناك من يعلق على هذا العمل من منطلق أنه لم ينطلق من القواعد الكلاسيكية التي تنتهجها البرامج الدينية التي تقدم النصح والإرشاد ضمن قوالب وأساليب جامدة وجافة في كثير من الأحيان. فهو جلب التجربة من مكان محايد كما أن الأفكار والمواضيع التي تم اختيارها وتسليط الضوء عليها تشكل في النهاية غالبية القضايا التي يتهكم الناس من خلالها على واقعهم وبهذا يكون البرنامج قد أوجد ضالة العديد من المصلحين والدعاة ولكن بطريقة مختلفة. ومن هنا كانت فكرة الحديث عن النقد الذاتي لبعض القيم التي هي جزء من حياتنا وموروثنا التي بدأت تغيبها أنماط الحياة الصعبة التي يعيشها المواطن العربي في مختلف الأقطار العربية وذلك من خلال أنموذج آخر (كوكب اليابان) - على حد تعليق مقدم البرنامج -.

## إنتقادات
وفق الشقيري في إحداث الأثر المطلوب وتحقيق الصدمة الثقافية والاجتماعية من خلال الملاحظة المباشرة والطبيعية لواقع الحدث ملاحظة خالية من التمثيل أو الإعداد المسبق أو التصوير المدبلج وهو ما كان سبباً في وقوع البرنامج في عدد من الأخطاء الفنية والتواصلية وهي أخطاء يجب ألا يلتفت إليها في ظل طبيعة البرنامج والرسالة التي يود إيصالها. بل تفاعلت بعض الوزارات والمؤسسات الرسمية مع ما نشره برنامج خواطر في اليابان.
ولكن الاحتجاج على خواطر هذه السنة كان مختلفاً ونبرته كانت مغايرة بغتة بدأ الناس يتهمون أحمد الشقيري بأنه يتعمد إهانتهم والغلط عليهم مع أنه لم يفعل أكثر من التجول في اليابان ومقارنة أساليب حياة اليابانيين بأساليب حياة العرب وقال البعض بأن الشقيري باختياره لأسلوب المقارنة بين الحضارات هذا قد وضع نفسه في قلب السجال الساخن حول التغريب كأحدث صيحات الجدل التياري المحلي بل إن برنامج شقيري في نسخته الأخيرة يلعب على هذا الوتر حتى وهو يخوض في حالة قصية في شرقيتها كالحالة اليابانية. فمنهم من يقول أن هذا من جلد الذات ومن يقول أن البرنامج فاشل ويهدف لإظهارنا بأنا شعوب متكاسلة مستهلكة غير منتجة والكثير من الردود المحبطة السيئة.
هناك من يجد فيه الكثير من التسطيح والتجاهل لما هو إيجابي لدى مجتمعاتنا فخواطر يستعرض المجتمع الياباني وكأنه مجتمع الملائكة في مقابل التخلف الذي يعيشه مجتمعنا على مختلف المستويات حتى في مجال العلاقات والأخلاقيات العامة وبالتالي هو يطلب المقارنة ما بين أنموذجين يختلفان جملة وتفصيلاً وعلى كل المستويات. وتضيف هذه الفئة أن البرنامج بدأ يفقد جزءاً من زخمه وبريقه الذي قدمه في أوائل أيام شهر رمضان وأن مواضيع الحلقات بدأت تفقد تميزها مع تقدمنا بالشهر فهي لم تعد تسلط الضوء على القضايا المهمة التي من المنطقي والمجدي أن يقارن من خلالها المشاهد العربي التجربة والحضارة اليابانية بالتجربة والحضارة العربية على اختلاف أنماطه.

## قائمة الحلقات
| رقم الحلقة في البرنامج | رقم الحلقة في الموسم | عنوان الحلقة                      | تاريخ البث لأوّل مرة            |
| ---------------------- | -------------------- | --------------------------------- | ------------------------------ |
| 121                    | 1                    | «صباح الخير يا مسلمين»            | 1 رمضان 1430 - 23 أغسطس 2009   |
| 122                    | 2                    | «كيدزينيا»                        | 2 رمضان 1430 - 24 أغسطس 2009   |
| 123                    | 3                    | «ياباني وأفتخر»                   | 3 رمضان 1430 - 25 أغسطس 2009   |
| 124                    | 4                    | «كل شيء له حل»                    | 4 رمضان 1430 - 26 أغسطس 2009   |
| 125                    | 5                    | «ليس على الأعمى حرج»              | 5 رمضان 1430 - 27 أغسطس 2009   |
| 126                    | 6                    | «شغل نظيف»                        | 6 رمضان 1430 - 28 أغسطس 2009   |
| 127                    | 7                    | «حمام مختلف»                      | 7 رمضان 1430 - 29 أغسطس 2009   |
| 128                    | 8                    | «مدارس غير»                       | 8 رمضان 1430 - 30 أغسطس 2009   |
| 129                    | 9                    | «يعني ما فرقت ربع ساعة!»          | 9 رمضان 1430 - 31 أغسطس 2009   |
| 130                    | 10                   | «العمل على الطريقة اليابانية»     | 10 رمضان 1430 - 1 سبتمبر 2009  |
| 131                    | 11                   | «وزارة النظافة والتربية والتعليم» | 11 رمضان 1430 - 2 سبتمبر 2009  |
| 132                    | 12                   | «التعمير بإحترام»                 | 12 رمضان 1430 - 3 سبتمبر 2009  |
| 133                    | 13                   | «الأكل في المدارس»                | 13 رمضان 1430 - 4 سبتمبر 2009  |
| 134                    | 14                   | «يوم في حياة قمامة 1»             | 14 رمضان 1430 - 5 سبتمبر 2009  |
| 135                    | 15                   | «مهندس الصحة»                     | 15 رمضان 1430 - 6 سبتمبر 2009  |
| 136                    | 16                   | «هيروشيما»                        | 16 رمضان 1430 - 7 سبتمبر 2009  |
| 137                    | 17                   | «65 سنة شباب»                     | 17 رمضان 1430 - 8 سبتمبر 2009  |
| 138                    | 18                   | «جزم محترمة!»                     | 18 رمضان 1430 - 9 سبتمبر 2009  |
| 139                    | 19                   | «أمة "اقرأ" اليابانيّة»            | 19 رمضان 1430 - 10 سبتمبر 2009 |
| 140                    | 20                   | «فكر بغيرك»                       | 20 رمضان 1430 - 11 سبتمبر 2009 |
| 141                    | 21                   | «الأمانة في طوكيو»                | 21 رمضان 1430 - 12 سبتمبر 2009 |
| 142                    | 22                   | «الوقاية خير من العلاج»           | 22 رمضان 1430 - 13 سبتمبر 2009 |
| 143                    | 23                   | «حدائق عامة»                      | 23 رمضان 1430 - 14 سبتمبر 2009 |
| 144                    | 24                   | «حتى الكلب له قيمة!»              | 24 رمضان 1430 - 15 سبتمبر 2009 |
| 145                    | 25                   | «فود كورت»                        | 25 رمضان 1430 - 16 سبتمبر 2009 |
| 146                    | 26                   | «تعليم ممتع»                      | 26 رمضان 1430 - 17 سبتمبر 2009 |
| 147                    | 27                   | «تكنو لخدمة بني آدم»              | 27 رمضان 1430 - 18 سبتمبر 2009 |
| 148                    | 28                   | «مواقف لم تعرض من قبل»            | 28 رمضان 1430 - 19 سبتمبر 2009 |
| 149                    | 29                   | «تواصل مع المشاهدين»              | 29 رمضان 1430 - 20 سبتمبر 2009 |
| 150                    | 30                   | «كايزن»                           | 30 رمضان 1430 - 21 سبتمبر 2009 |
| 151                    | 31                   | «تويوتا»                          | 1 شوال 1430 - 22 سبتمبر 2009   |

## وصلات خارجية
- صفحة برنامج خواطر 5 على موقع إم بي سي. (الصفحة الرسمية).